# Park Narodowy Arcipelago della Maddalena

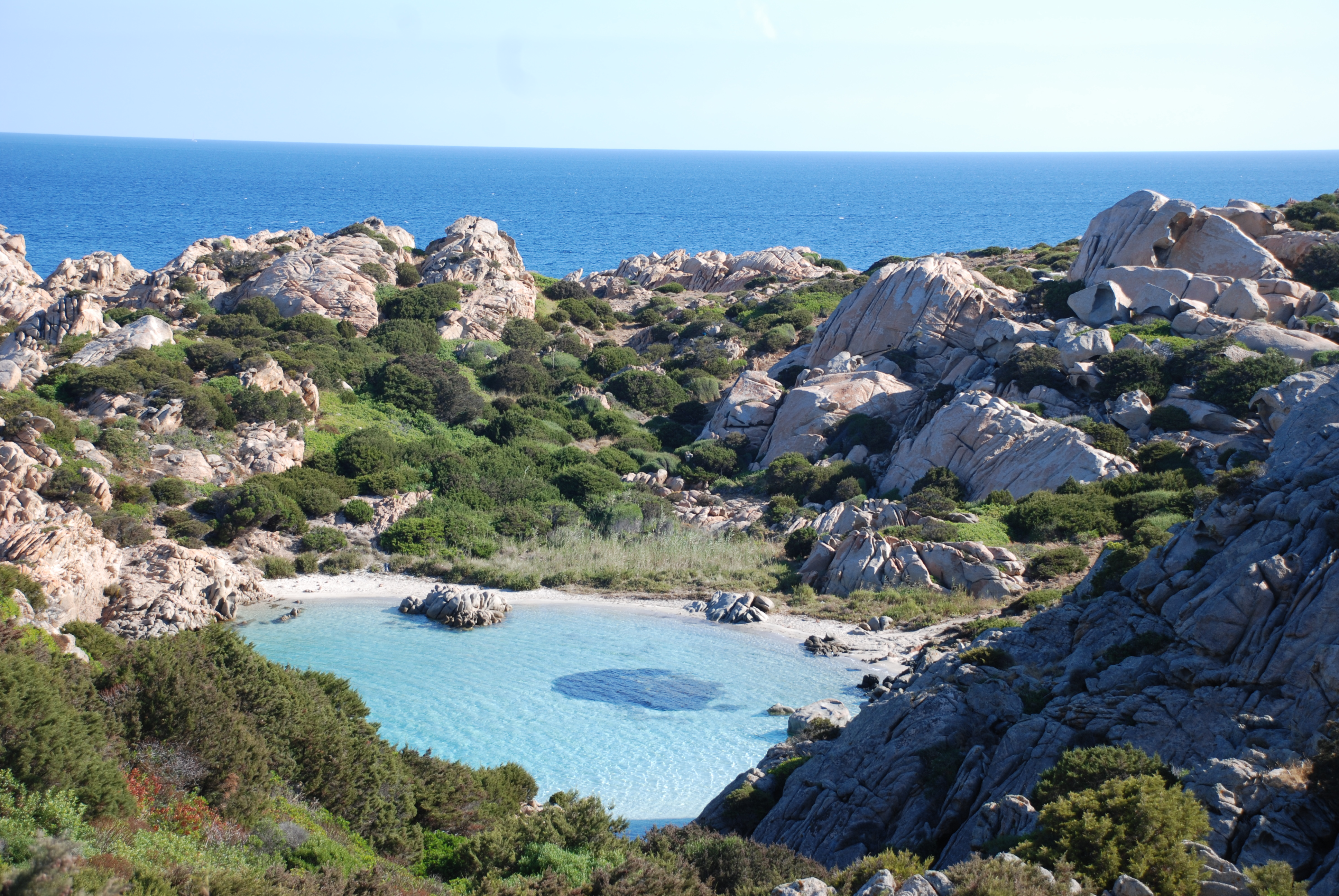
Widok na jedną z wysp

Park Narodowy Arcipelago della Maddalena – park narodowy założony 4 stycznia 1994 obejmujący Arcipelago della Maddalena położony u północno-wschodnich wybrzeży Sardynii w prowincji Olbia-Tempio we Włoszech. Park obejmuje obszar o powierzchni 201 km², z czego 150 km² to obszary morskie.

## Flora i fauna
W parku można znaleźć 700 gatunków roślin, co stanowi 1/3 roślinności całej Sardynii, w tym wyróżnić można 50 gatunków endemicznych.
Flora parku jest charakterystyczna dla tego typu obszarów Morza Śródziemnego, makia została zdominowana przez takie rośliny, jak jałowiec (głównie jałowiec fenicki), filirea szerokolistna, czystkowate, pistacja kleista, chruścina jagodna, wilczomlecz, mirt, wrzos czy szczodrzeniec. Bliżej brzegów makia przechodzi w garig, natomiast głębsze rejony wysp archipelagu porastają lasy sosny pinii.
Ze zwierząt zamieszkujących tereny parku można wyróżnić wiele gatunków ssaków, płazów, gadów oraz ptaków, obszar parku stanowi zresztą ważny przystanek dla ptaków wędrownych.
Do gatunków ptaków gniazdujących na terenie parku można zaliczyć następujące:
- mewa śródziemnomorska[4]
- Phalacrocorax aristotelis desmarestii endemiczny podgatunek kormorana czubatego[5]
- rybitwa rzeczna (w 2000 r. populacja od 20 do 28 par)[6]
- Hydrobates pelagicus melitensis endemiczny podgatunek nawałnika burzowego[7]
- burzyk żółtodzioby (w 2000 r. populację szacowano na 400 do 1800 par)[8]
- burzyk śródziemnomorski[9]

Ze zwierząt morskich zamieszkujących morski obszar parku można wyróżnić takie, jak przyszynka szlachetna, granik wielki, butlonos, finwal, kaszalot czy Sciaena umbra z rodzaju Sciaena.